# Frankensteins Monster-Party
Frankensteins Monster-Party (Originaltitel: Mad Monster Party?) ist ein Stop-Motion-Animationsfilm aus dem Jahr 1967, der von Rankin/Bass Productions für Embassy Pictures produziert wurde. Der Film lief nicht in deutschen Kinos, sondern wurde hier erstmals am 21. Juli 1976 in der ZDF-Reihe Der phantastische Film gezeigt.

## Handlung
Als Baron von Frankenstein das Geheimnis der totalen Zerstörung entdeckt hat, beschließt er, sich aus dem Geschäft mit Monstern zurückzuziehen. Nachdem er verschiedene Monster zu einer Versammlung eingeladen hatte, fordert er sie auf, seinen Nachfolger zu wählen. Zuletzt entscheidet er jedoch, dass das Geheimnis, das er entdeckt hat, nie jemand anderem gehören darf.

## Synchronisation
| Rolle                           | Englischer Sprecher | Deutsche Synchronstimme |
| ------------------------------- | ------------------- | ----------------------- |
| Frankenstein                    | Boris Karloff       | Ernst Wilhelm Borchert  |
| Frankensteins Monster           | Allen Swift         |                         |
| Dracula                         | Allen Swift         | Klaus Miedel            |
| Werwolf                         | Allen Swift         | Dieter Kursawe          |
| Braut des Frankenstein-Monsters | Phyllis Diller      | Tilly Lauenstein        |
| Dr. Jekyll                      | Allen Swift         | Erich Fiedler           |
| Mr. Hyde                        | Allen Swift         | Erich Fiedler           |
| Der Glöckner von Notre Dame     | Allen Swift         | Joachim Kemmer          |
| Der Unsichtbare                 | Allen Swift         | Edgar Ott               |
| Felix Flanken                   | Allen Swift         | Joachim Tennstedt       |
| Francesca                       | Gale Garnett        | Renate Küster           |
| Yetch                           | Allen Swift         |                         |
| Es                              | Allen Swift         |                         |